# Zell am Ziller
Zell am Ziller je městys v Rakousku ve spolkové zemi Tyrolsko v okrese Schwaz. Leží na pravém břehu řeky Ziller v Zillertalském údolí.
Zell am Ziller je navštěvován především lyžaři, protože nedaleko se nachází skiareály Mayrhofner-Bergbahnen, které se pyšní nejprudší sjezdovkou v Rakousku (tzv. „Harakiri“)  se sklonem 78 %, a Zillertal arena. Nedaleko se nachází i ledovec Hintertux.
Nachází se tam střední škola cestovního ruchu, která spolupracuje se Střední odbornou školou služeb s.r.o., která se nachází v Olomouci v ČR.
Žije zde 1 722 obyvatel (k 1. 1. 2011).